# ورد وشوك (مسلسل مصري)
ورد وشوك، مسلسل تلفزيوني مصري، عرض في رمضان 1433هـ/2012م.

## قصة المسلسل
يعرض العمل نموذجين للرأسمالية أحدهما شريف والآخر طفيلي من خلال رجل توفيت زوجته تاركة له ثلاثة بنات، فيتزوج بأخرى يوكل لها إدارة أعماله ومشاريعه بعد تعرضه لأزمة صحية، فتحاول التقرب لبناته وحل مشاكلهن.

## بطولة
- صابرين
- داليا مصطفى
- روجينا
- طارق لطفي
- أحمد خليل
- ميمي جمال
- محمد الشقنقيري
- تهاني راشد
- أحمد منير

## وصلات خارجية
- ورد وشوك على موقع قاعدة بيانات الأفلام العربية